# Hoshi Sato
Pour les articles homonymes, voir Hoshi et Sato.

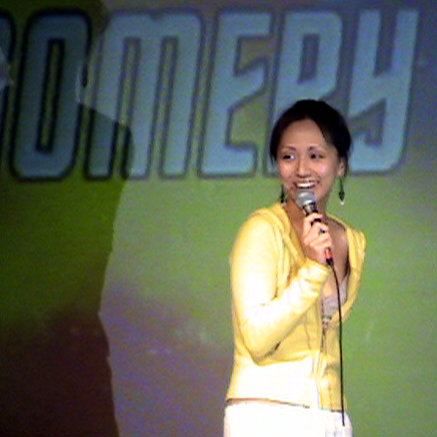
Linda Park Las Vegas

Hoshi Sato est un personnage appartenant à l'univers de fiction de Star Trek. Chargée des communications à bord de l'Enterprise NX-01 où elle fait également office de traductrice et interprète, elle joue un rôle majeur dans les quatre saisons de la série Star Trek: Enterprise. Elle est interprétée par l'actrice Linda Park.

## Biographie
Née à Kyōto (Japon) à la fin des années 2120, Hoshi (« Étoile » dans sa langue natale) Sato vit une enfance assez solitaire entre différents précepteurs, une mère qui souhaite qu'elle devienne pianiste virtuose, une grand-mère dont elle a du mal à supporter la cuisine et son grand-père Michio dont elle est particulièrement proche.
Capable d'utiliser ses cordes vocales afin d'émettre une panoplie de sons extraterrestres a priori impossibles à reproduire, elle présente en outre de stupéfiantes aptitudes quant à l'assimilation de nouveaux idiomes et étudie en ce sens jusqu'à devenir l'une des plus brillantes exo-linguistes de sa génération. Elle obtient parallèlement sa ceinture noire d'Aikido. 
Après trois années passées à suivre l'entraînement de Starfleet, Hoshi Sato est cependant exclue de cette formation pour avoir cassé le bras d'un de ses instructeurs lors d'une dispute à propos des tournois de poker qu'elle se plaît à organiser. Elle se rend alors au Brésil afin d'enseigner les langues au sein d'une université installée dans la forêt amazonienne. C'est d'ailleurs à la fin d'un de ses cours que le capitaine Jonathan Archer vient la recruter afin qu'elle fasse partie du premier équipage de l'Enterprise NX-01 en qualité d'officier chargé des communications et de traductrice..
La grande ouverture d'esprit de l'enseigne Sato lui permet de se rapprocher de T'Pol, dont elle apprécie très vite les principes, et du docteur Phlox qu'elle aide à s'occuper des multiples créatures peuplant l'infirmerie du vaisseau. 
Vive et intelligente, elle est toutefois novice en matière de séjour dans l'espace et ses réactions mettent parfois les nerfs de ses coéquipiers à rude épreuve. Elle déteste tout particulièrement l'idée d'être enfermée dans une « boîte de métal » fonçant à des vitesses inimaginables et à chaque fois que le vaisseau passe en vitesse de distorsion, elle s'agrippe à sa console en fermant les yeux.
Sur le plan sentimental, Hoshi vit notamment une brève relation amoureuse avec un linguiste nommé Ravis sur Risa en 2152. La même année, elle devient en outre l'égérie d'un extraterrestre qui tente de la convaincre de partager son existence solitaire sur un planétoïde désolé.
Dans l'univers miroir, le double de Sato assassine le double du capitaine Archer afin de prendre le pouvoir au sein de l'Empire Terrien. À son retour sur Terre, elle demande d'ailleurs qu'on l'appelle « Impératrice Sato ».